# سيجي تاكاهاشي
سيجي تاكاهاشي (باليابانية: 高橋聖二) هو لاعب هوكي الجليد ياباني، ولد في 24 فبراير 1993 في توماكوماي في اليابان.

## وصلات خارجية
- سيجي تاكاهاشي على موقع EliteProspects.com (الإنجليزية)
- سيجي تاكاهاشي على موقع Eurohockey.com (الإنجليزية)